# Heliconius hortense
Heliconius hortense är en fjärilsart som beskrevs av Guérin-ménéville 1829-1838. Heliconius hortense ingår i släktet Heliconius och familjen praktfjärilar. Inga underarter finns listade i Catalogue of Life.